# 韩际宏
韩际宏，南开大学生物化学与分子生物学系教授，主要从事动脉粥样硬化发病机制、糖尿病发病机制与治疗、中药防治重大疾病机理等方面的研究工作。入选中华人民共和国教育部2009年度"长江学者"特聘教授。
2023年1月23日，韩际宏教授因新冠医治无效在合肥逝世，享年61岁。。